# Futsal w Polsce

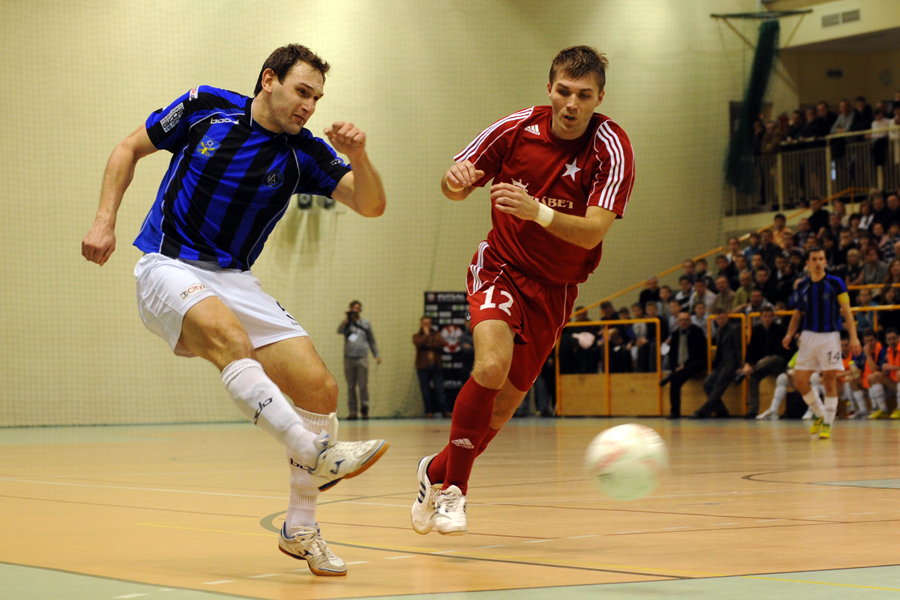

Futsal w Polsce – początki futsalu w Polsce jako skodyfikowanej dyscypliny sportu (wówczas pod nazwą five-a-side), sięgają 1989 r., gdy po raz pierwszy w historii przeprowadzono mistrzostwa Polski w hali i na boiskach otwartych wersji pięcioosobowej. W tej pierwszej odmianie (hala) triumfował The Mechanics Ax Rzeszów, zaś w drugiej (boiska otwarte) – Zawisza Gliwice.

## Historia
Nieco wcześniej, bo od 1984 r. rozgrywano natomiast regularnie mistrzostwa Polski w minipiłce w hali (pierwszy mistrz – 22-Findera Gliwice) i na boiskach otwartych (pierwszy mistrz – PSC 62 Kaktus Warszawa). Wówczas jednak (tj. w latach 1984–1988) drużyny przystępowały do walki w składach sześcioosobowych. Wszelkie rozgrywki tej odmiany futbolu w Polsce przeprowadzała ówcześnie Komisja Krajowa Szóstek Piłkarskich (KKSP), założona 16 października 1983 i działająca przy Zarządzie Głównym AZS. W tych latach wyróżniającym się zespołem był Sektor Gliwice, który 5-krotnie zdobył mistrzostwo Gliwic na boiskach otwartych.
Zmniejszenie liczby zawodników w drużynie wynikało z faktu włączenia międzynarodowych zrzeszeń minifutbolowych pod egidę FIFA (co nastąpiło w 1988 r.) i związane było z ujednoliceniem wszystkich wówczas obowiązujących przepisów (oprócz wersji 6-osobowej, na całym świecie grywano również w składach 5-osobowych lub 7-osobowych).
W 1987 r. KKSP przemianowano na Krajową Komisję Mini Piłki Nożnej (KKMPN), zaś w 1993 r. podzieliła się ona na dwie niezależne organizacje: Polskie Towarzystwo Piłki Nożnej Pięcioosobowej (PTPNP) oraz Polskie Stowarzyszenie Mini Piłki Nożnej (PSMPN). Obydwie działały pod skrzydłami PZPN i corocznie przeprowadzały własne rozgrywki o mistrzostwo Polski, a większą autonomię posiadała pierwsza z nich. Dopiero w 1996 r. doszło do ich połączenia, co poskutkowało utworzeniem jednej, wspólnej Komisji ds. Futsalu PZPN, mającej reprezentować Polskę na arenie międzynarodowej, organizować kadrę narodową, a także przeprowadzać rozgrywki o mistrzostwo Polski i Puchar Polski.
Wielki przełom w rodzimym futsalu nastąpił w styczniu 1992 r., gdy przed rozpoczęciem turnieju eliminacyjnego do II finałów Mistrzostw Świata'1992 powołano seniorską reprezentację Polski. Swój pierwszy oficjalny mecz rozegrała ona 21 kwietnia 1992 w hiszpańskim Burjassot (przedmieścia Walencji) podczas wspomnianego turnieju kwalifikacyjnego przeciwko Wspólnocie Niepodległych Państw, remisując 7:7 (do przerwy przegrywając 3:4), zaś pierwszego w dziejach gola zdobył dla niej Artur Załęcki (gracz Vulcanu Warszawa). W swym drugim spotkaniu rozegranym 22 kwietnia 1992 w Riba-roja de Túria narodowa kadra odniosła swe pierwsze zwycięstwo, pokonując 3:2 (3:1 do przerwy) wspólną reprezentację Czech i Słowacji. Po remisie 3:3 z Węgrami (23 kwietnia 1992 w Burjassot) uzyskała ona awans do zaplanowanego w Hongkongu turnieju finałowego.
Tuż przed jego rozpoczęciem „biało-czerwoni” po raz pierwszy zaprezentowali się w kraju podczas rozgrywanego we Władysławowie towarzyskiego turnieju o Puchar Interbanku (ówczesnego głównego sponsora kadry), pokonując w inauguracyjnym spotkaniu Łotwę 10:2 (8:0).
W 2003 r. utworzono reprezentację młodzieżową, a następnie również kadrę akademicką.
Od początku lat 90. XX wieku starano się utworzyć regularne rozgrywki ligowe o mistrzostwo kraju. Ostatecznie udało się to 6 listopada 1994, gdy podczas posiedzenia w Kielcach powołano Ligę Halową Piłki Nożnej Pięcioosobowej (LHPNP) i ustalono jej regulamin. Premierową edycję przeprowadzono w sezonie 1994/95 (grano systemem „jesień-wiosna”), gdy do rywalizacji przystąpiło 8 drużyn (według kolejności w końcowej tabeli): PA Nova Texas Gliwice (pierwszy mistrz Polski), Jard Gliwice, Suw-Tor Łódź, Lipnik Bielsko-Biała, Team Legnica, Centrum Bielsko-Biała, Energetyk Jaworzno oraz Promont Kielce (pierwszy i jedyny spadkowicz).

## Współczesność

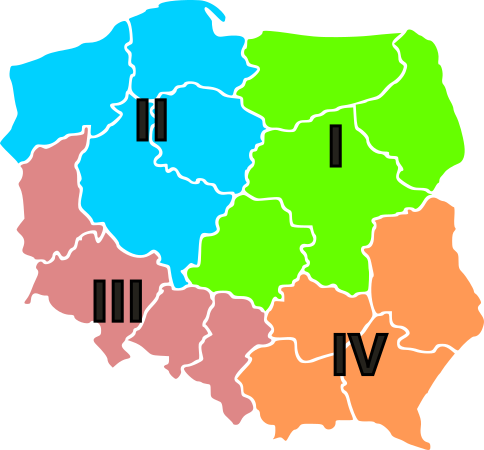
Podział grup makroregionalnych w II lidze futsalu

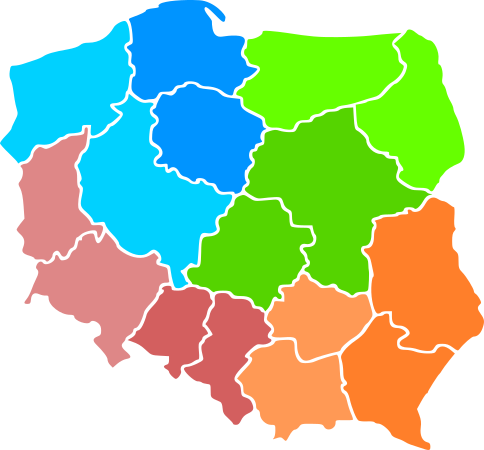
Baraże mistrzów regionalnych (16 grup) o awans do II ligi.

Obecnie rozgrywki ligowe w Polsce toczone są systemem „jesień-wiosna” na dwóch poziomach, tj.:
- Ekstraklasie
- I lidze (2 grupy)
- II lidze (4 grupy)

Regionalne (wojewódzkie lub międzywojewódzkie):
- III lidze (14 grup w sezonie 2024/2025)

Od sezonu 2024/2025 mistrzowie 16 grup regionalnych rywalizują w stałych parach barażowych o awans do II ligi.
Ponadto corocznie rozgrywane są turnieje o:
- Puchar Polski
- Superpuchar Polski

W większych miejscowościach Polski funkcjonują również tzw. środowiskowe ligi futsalu (rozgrywki typowo amatorskie), których reprezentacje (np. jako kadry danych miast) mogą jednak brać udział w zmaganiach o Puchar Polski.

## Futsal kobiet
Od sezonu 2007/08 odbywają się także rozgrywki ligowe kobiet w futsalu. Pierwszym mistrzem Polski został ISD Gol Częstochowa. Od sezonu 2013/14 rywalizacja kobiet prowadzona jest na dwóch szczeblach – oprócz Ekstraligi, istnieje również I liga.
- Ekstraliga (I grupa)
- I liga (IV grupy - podział taki sam jak w II lidze mężczyzn)

Turniej:

- Puchar Polski [2]